# Rudolf von Strasser
Rudolf von Strasser, geboren als Rudolf Strasser von Gyorvar  (* 2. April 1919 in Pressburg; † 10. März 2014 in Wien) war ein österreichischer Journalist, Bankfachmann und Glassammler.

## Leben
Rudolf von Strasser entstammte einer Familie von Großgrundbesitzern und hohen k. u. k. Militärs. Er schloss sich mit 17 Jahren dem Widerstand gegen Hitler an. Ende 1938 wurde er verhaftet und interniert und viele seiner Freunde ermordet. Er überlebte die Verfolgung durch die Gestapo und den Volksgerichtshof mit einer fünfjährigen Haft in deutschen Haftanstalten.
Nach dem Zweiten Weltkrieg wurde Strasser Journalist und war ein Mitarbeiter vom Bundeskanzler Julius Raab. Er war Leiter der Publikationsabteilung der Bundeshandelskammer. Als die Entnazifizierung „verebbte“, die Demokratisierung Österreichs „bröckelte“, schrieb er erfolglos dagegen an. Schließlich ging er 1954 nach Amerika und veröffentlichte ab 1972 wöchentlich in der Zeitschrift Die Furche mit Berichten und Analysen aus New York. Er war Mitarbeiter der Österreichischen Außenhandelsstelle New York und Auslandskorrespondent des Österreichischen Rundfunks. Er wurde vom Investmentbankhaus Kidder, Peabody & Co. angestellt und war ein prominenter Anlageberater für deutsche Banken. Er ging an die Wall Street und arbeitete ebendort als Broker.
Er sammelte Kunstwerke, insbesondere Spitzengläser aus der Renaissance, dem Barock und dem Biedermeier.
1990 kehrte Rudolf von Strasser nach Wien zurück. Er arbeitete weiter an seinen Sammlungen und veröffentlichte seine Lebenserinnerungen. 2004 übermachte er seinen älteren Teil der Sammlung dem Kunsthistorischen Museums Wien, wo sie nun als Glassammlung Strasser ein Teil der Sammlungen der Kunstkammer und von Schloss Ambras Innsbruck sind. Den jüngeren Teil mit Gläsern des frühen 19. Jahrhunderts erwarb Fürst Hans-Adam II. von und zu Liechtenstein im Jahr 2013 für die Fürstlichen Sammlungen (Liechtenstein. The Princely Collections, Vaduz–Vienna).

## Publikationen
- Die Einschreibebüchlein des Wiener Glas- und Porzellanmalers Anton Kothgasser (1769–1851). Mit dem Anhang Die Geschichte der geheimen Aufzeichnungen des Glasmalers Gottlob Samuel Mohn, Laxenburg. Corona-Verlag Heine, Karlsruhe 1977, ISBN 3-921711-03-X.
- mit Walter Spiegl: Dekoriertes Glas. Renaissance bis Biedermeier. Meister und Werkstätten. mit der Beilage Katalog Raisonné der Sammlung Rudolf von Strasser. Mit einem Beitrag von Wolfgang Prager, Klinkhardt u. Biermann, München 1989, ISBN 3-7814-0283-5.
- Erinnerungen eines Glassammlers und vieles mehr. Böhlau, Wien 2003, ISBN 3-205-77155-9.
- Lebenskreise. Widerstand und Wiederaufbau. Böhlau, Wien 2012, ISBN 978-3-205-78742-6.